# Neurasthenie
Neurasthenie of zenuwzwakte is een psychische aandoening die valt in de categorie neurotische, stress-gebonden en somatoforme stoornissen.
De naam werd in 1869 voor het eerst gebruikt door de Amerikaanse neuroloog George Miller Beard. Toen in de 19de eeuw onbegrepen, somatisch onvoldoende verklaarde lichamelijke klachten erkend werden, noemde men die neurasthenie, een soort zenuwzwakte. Het zenuwstelsel is te zwak voor wat deze man of vrouw allemaal meemaakt. Sommige mensen kunnen meer hebben dan anderen en dat is geen schande. Dat werd niet als minderwaardig gezien, ze waren 'fijnbesnaard'.
Er zijn twee vormen te onderscheiden die elkaar voor een groot deel overlappen. Bij de eerste vorm bestaan klachten over vermoeidheid na geestelijke inspanning en problemen met het verrichten met dagelijkse bezigheden en werk. Vaak is er sprake van afleidende gedachten en herinneringen, concentratieproblemen en inefficiënt denken. Bij de tweede vorm ligt de nadruk op lichamelijke zwakte, zoals vermoeidheid na een geringe inspanning, spierkramp en een onvermogen tot ontspanning.
Bij beide vormen komen klachten voor als duizeligheid, hoofdpijn, bezorgdheid over geestelijke en lichamelijke gezondheid, prikkelbaarheid, depressieve verschijnselen, angst en slaapproblemen. Een diagnostisch probleem is dat bij de aandoening culturele verschillen vaak een rol spelen.
In het Amerikaanse handboek DSM-IV-TR komt de term neurasthenie niet voor. De aandoening wordt (na uitsluiting van een somatische, depressieve of angststoornis) ingedeeld in de restgroep van de somatoforme stoornissen (somatoforme stoornis niet anderszins omschreven (NAO)).
Volgens de DSM-categorisering is het chronischevermoeidheidssyndroom een ondervorm van neurasthenie. Deze opvatting is echter omstreden.